# Вальтерсвиль (Золотурн)
Вальтерсвиль (нем. Walterswil SO) — коммуна в Швейцарии, в кантоне Золотурн. 
Входит в состав округа Ольтен. Население составляет 705 человек (на 31 декабря 2007 года). Официальный код — 2585.